# Tápióság
Tápióság község Pest vármegyében, a Nagykátai járásban.

## Fekvése
Budapest közigazgatási határától 35 km-re keletre, Pest vármegyében, az Alsó-Tápió mellett fekszik.  A település jól megközelíthető közúton. A 31-es főútról Tápiószecsőnél, Szentmártonkátánál vagy Nagykátánál térhetünk le Tápióság felé; a 4-es főútról Monoron és Tápióbicskén keresztül jutunk el a faluba.

## Története
Tápióság jelenlegi közigazgatási területét már jóval az időszámítás kezdete előtt lakták, amelyet jól bizonyítanak a Zsigerpusztán és a Cimbál-réten előkerült bronzkori leletek. 
A falu 1241-ig a Cimbál-réten volt, ekkor a tatárok elpusztították. 1242 után a Tápió kanálisa, a sió vagy ság csatorna mellé települt át. Az Öregfalu és a templom a völgynek a malommal szemközti oldalán épült fel. A két oldalt a Malomút köti össze. 
A település első okleveles említése 1263-ből ismeretes, miszerint az 1262-től rex iunior címet viselő István – IV. Béla fia – oklevele szerint Ságot addigi birtokosaitól – Pétertől és Ferenctől – elkoboztatta és a pécsi püspöknek, valamint a margitszigeti apácáknak adományozta. 

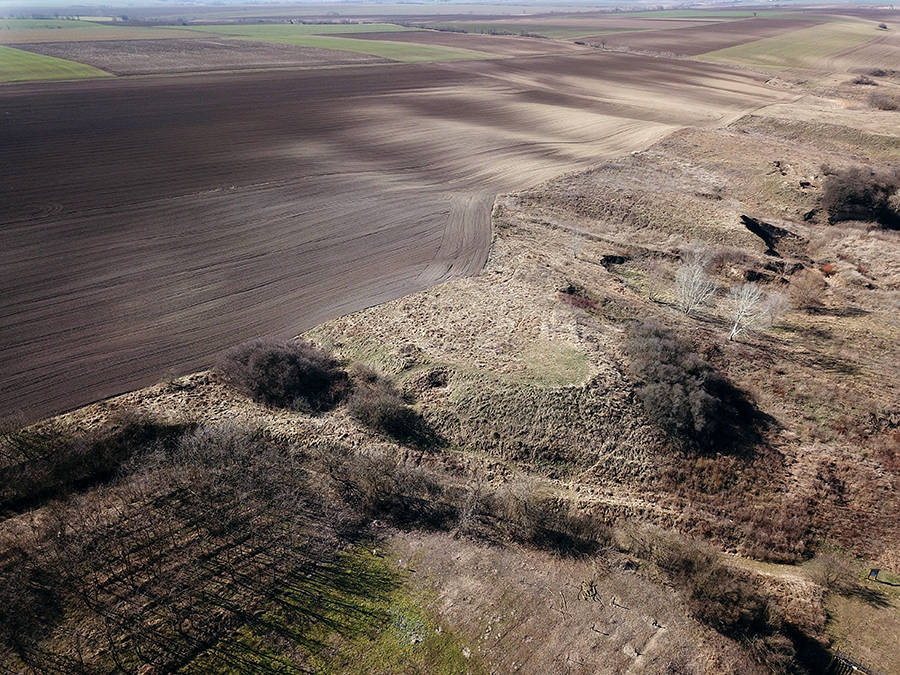
Tápióság, földvár légi fotón

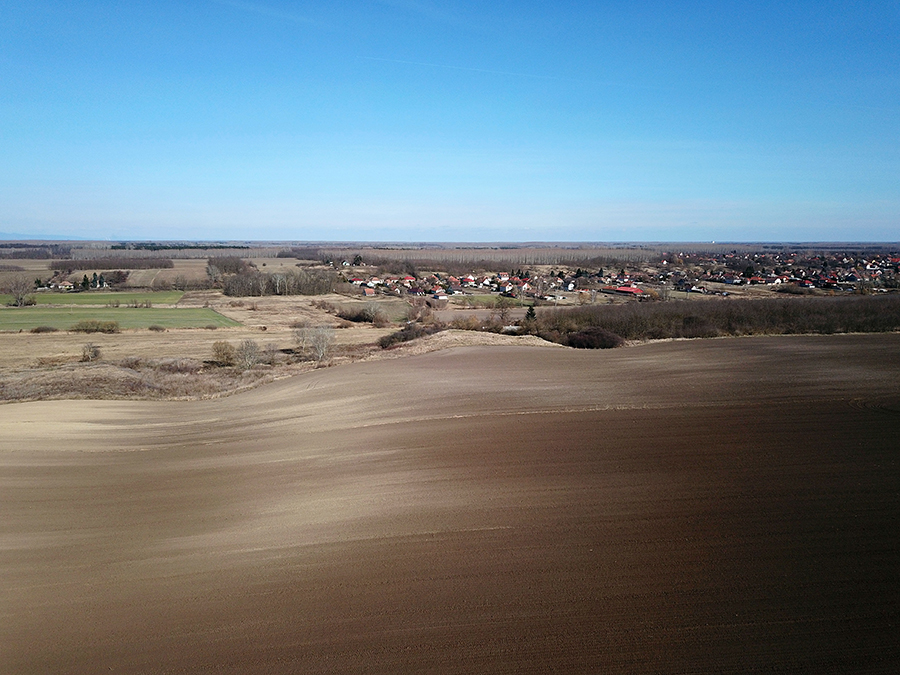
Tápióság, földvár légi felvételen

A településen az Alsó-Tápió bal partját jelenleg is Csehországnak nevezi a helyi lakosság. Ennek az elnevezésnek az eredete ma sem tisztázott teljesen. Régebben az elnevezést a hazájukból elmenekült, előzött huszita harcosok letelepedésével magyarázták. Ma inkább azt a magyarázatot fogadják el, miszerint az 1710–1720-as években az idetelepülők között voltak cseh telepesek is, akik a falunak ezen a részén telepedtek le. 
A folyóvölgy ÉK-i széle kaszáló (törökül: çayır, olvasd: csajir) volt. A török szó a szerb Csajerszke névben maradt meg – ugyanúgy, mint Budakalászon – az „e” hangnak feleltetve meg mély hangrendű török „ı”-t. (1720-ban Ság lakosai között írták össze Bregovics Jánost és Jagovics Györgyöt.) A sági dialektusban hangrendi kiegyenlítés, és némi népetimológiás értelmesítés ment végbe: a településrész sági neve Csajország, később Csaország lett. 
Tápiósághoz tartozik jelenleg Zsigerpuszta is, amely az Árpád-korban népes falu volt, teljes elpusztulása valószínűleg a török kiűzése utáni időben következett be. Ennek a településnek a helyén lévő középkori romokról még a 19. századi források tudósítanak, amelyek a 20. században azonban végleg eltűntek. 
A 14–15. században a falu a Kartal nemzetségé, majd később ebből a nemzetségből származó Sági- és Sülyi-családoké volt. 
A 16. század második felében, a török uralom alatt kedvezőtlen életkörülmények között, a Tabánba (törökül: talp, alap, bázis) összezsúfolva élt itt a maradék keresztény lakosság (törökül: raják), viszont 1686 őszén – Buda sikeres visszavétele után 2-3 hónappal – már némaság honol mindezen falvak és mások felett is. A Rákóczi-szabadságharcban több tápiósági katona teljesített szolgálatot a fejedelem oldalán.
Az első világháborúba 343 fő vonult be, a hősi halottak száma 44 fő volt.
1992-től ebben a faluban is megtörténtek a birtokviszonyokat alapjaiban átrendező földárverések. 1958-ban avatták fel az új 9 tantermes iskolát, amelyet 1983-ban újabb két tanteremmel bővítettek. Az iskola névadója a falu szülötte, a kiváló magyar geológus–geográfus, dr. Papp Károly. 
Tápióságon 1984-ben alakult meg a vízműtársulat, a vezetékrendszer kiépítése a településen 1990-ben fejeződött be. 1992-ben felépült a közművelődési igényeket kielégítő klubház, majd 1993-ban a községi sportcsarnok. 1992–1994 között a falu útjainak 40%-át portalanított burkolattal látták el. 1994-ben bevezették a faluba a földgázt, 1995–1996-ban a Monor Telefon Társaság kiépítette a telefonhálózatot.
2008 májusában Tápióság Önkormányzata megalakította a SÁG-ÉP Nonprofit Kft-t, melynek fő tevékenysége az önkormányzati tulajdonú vízmű rendszer működtetése és az ivóvíz ellátás biztosítása a településen. A Kft. nonprofit jellegére tekintettel az egyéb gazdasági tevékenységekből származó bevételeit is az alapfeladatok hatékonyabb ellátása érdekében használja fel. Ilyen jellegű tevékenység a táboroztatás (szálláshely szolgáltatás). A szálláshely szolgáltatását az önkormányzati tulajdonú, a Kft. által üzemeltetett és szálláshellyé kialakított, 20 férőhelyes épületben végzi. Mivel e szolgáltatást az elmúlt két évben többnyire fiatalok táboroztatására vették igénybe, a szállás a TÁBOR-SÁG nevet kapta.
A táborozók jelentős része sportoló, a táborozások célja pedig többnyire edzőtábor, amelyekhez a település további háttérszolgáltatásokat tud nyújtani, úgy mint sportcsarnok bérbeadása, étkeztetés biztosítása stb., illetve gyönyörű környezetet biztosít a valaha volt arborétum, ma iskolakert területén. A Kft. jövőben tervei közé tartozik a szálláshely szolgáltatás minőségi és mennyiségi fejlesztése, így a még több csatolt szolgáltatás nyújtása és a férőhelyek számának bővítése, valamint további vállalkozói munkák (pl. gazdálkodás az önkormányzati tulajdonú területeken, téli munkák végzése stb.) vállalása.

## Nyelvjárása
Nyelvjárására 50 évvel ezelőtt jellemző volt az "ly" helyett az "l" (góla, külök) és a "gy" helyett a "j" (hajma, kíjó) ejtése.

## Közélete

### Polgármesterei
- 1990–1994: Dr. Samu János (független)[3]
- 1994–1998: Dr. Samu János (MSZP)[4]
- 1998–2002: Dr. Samu János (MSZP)[5]
- 2002–2006: Dr. Samu János (MSZP)[6]
- 2006–2010: Dr. Samu János (MSZP)[7]
- 2010–2014: Kun Szilárd (Fidesz)[8]
- 2014–2019: Halasi Anita (független)[9]
- 2019–2024: Toldi Tibor (független)[10]
- 2024– : Puhlné Gulyás Brigitta (független)[1]

## Népesség
A település népességének változása:
| Lakosok száma | 2586 | 2559 | 2629 | 2658 | 2651 | 2716 | 2735 |
|               | 2013 | 2014 | 2018 | 2021 | 2022 | 2023 | 2024 |

A 2011-es népszámlálás során a lakosok 86,7%-a magyarnak, 1,8% cigánynak, 0,2% németnek, 0,4% románnak mondta magát (13,3% nem nyilatkozott; a kettős identitások miatt a végösszeg nagyobb lehet 100%-nál). A vallási megoszlás a következő volt: római katolikus 56,5%, református 6,4%, evangélikus 0,7%, görögkatolikus 0,6%, felekezeten kívüli 10,7% (23,5% nem nyilatkozott).
2022-ben a lakosság 88,9%-a vallotta magát magyarnak, 1,6% cigánynak, 0,3% románnak, 0,2% ukránnak, 0,2% németnek, 0,2% szerbnek, 0,1-0,1% görögnek és ruszinnak, 2,2% egyéb, nem hazai nemzetiségűnek (10,9% nem nyilatkozott; a kettős identitások miatt a végösszeg nagyobb lehet 100%-nál). Vallásuk szerint 34,9% volt római katolikus, 4,3% református, 0,6% görög katolikus, 0,5% evangélikus, 0,1% ortodox, 1,7% egyéb keresztény, 1,4% egyéb katolikus, 14,4% felekezeten kívüli (42,1% nem válaszolt).

## A címer leírása
Anjou címerpajzs kék mezőben sárga színnel, középen a katolikus templom, felette balról lebegő három búzaszál, jobbról a gyurgyalag madár. A templom, a történelmi folyamatosság, a Szent István-i államalapítás, a magyar kultúra, nemzeti kötődésünk motívuma. A búza a község mezőgazdasági jellegének, a paraszti munkának a jele. A gyurgyalag a természet védelmének szimbóluma, és a környéken őshonos madár.

## Nevezetességei, látnivalói
- Cifrakert
- Szent Pál szobor (műemlék)[13]
- Római katolikus templom (műemlék)[14]
- Gólyahír tanösvény
- Török-híd

## Híres emberek
- Itt született 1873. november 4-én Papp Károly geológus, a Budapesti Tudományegyetem tanára, az Erdélyi-medence földgázkincsének felfedezője
- Itt született 1887. március 21-én Prónay György jogász, nemzetgyűlési és országgyűlési képviselő, felsőházi tag, államtitkár